# Nitro Circus
Nitro Circus ist eine amerikanische Fernsehserie, die unter anderem Travis Pastrana beim Vorführen verschiedener Stunts zeigt. Gezeigt wird unter anderem Dirt-Bike-Fahren und Base-Jumping, ferner sind auch Stunts und Aktionen wie zum Beispiel das Vollziehen eines Rückwärtssaltos auf einem Dreirad zu sehen. Zuerst wurden im Jahr 2006 Miniserien im amerikanischen Fernsehen ausgestrahlt. Im Februar 2009 begann dann die Ausstrahlung als Episodenserie auf MTV mit neuen Stunts.
Darsteller Erik Roner kam am 28. September 2015 bei einem Fallschirmsprungunfall in Squaw Valley ums Leben.

## Episoden
1. Staffel
  1. Welcome to Pastranaland
  2. Lake Medina
  3. Las Vegas
  4. Hell Compound
  5. Home Sweet Home
  6. The Circus Heads West
  7. Guinness Book
  8. Hollywood Nitro
  9. Panamania
  10. Puerto Rico
  11. Winter Wonderland
  12. Jamaican Me Crazy
2. Staffel
  1. Nitro City
  2. Hydro Circus
  3. Go Big or Go Foam
  4. Southern Discomfort
  5. No Right Churn
  6. Mud and Guts
  7. Nitro Circus CIRCUS
  8. Nitro Ut-Opia
  9. Epic Pass Epic Fail

## Darsteller und Crew

### Hauptdarsteller
- Andy Bell
- Jim DeChamp
- Gregg Godfrey
- Johnny Knoxville
- Scott Palmer
- Tommy Passamente
- Robert Pastrana
- Matthew Prosser
- Cameron Herring
- Travis Pastrana
- Ronnie Renner
- Erik Roner († 2015)
- Jolene Van Vugt
- Hubert Rowland
- Aaron „Wheelz“ Fotheringham

### Crew
- Gregg Godfrey – geschäftsführender Produzent
- Tenacious J – Produzent
- Johnny Knoxville – geschäftsführender Produzent
- Travis Pastrana – geschäftsführender Produzent
- Jeff Tremaine – geschäftsführender Produzent
- Jeremy Rawle – geschäftsführender Produzent
- Trip Taylor – geschäftsführender Produzent